# Путешествие к седьмой планете
«Путешествие к седьмой планете» (англ. Journey To The Seventh Planet) — фильм режиссёра Сиднея Пинка, снятый в жанре фантастики. Совместное производство Дании и США, вышел на экраны в 1962 году.

## Сюжет
В 2001 году США отправляют пилотируемый космический корабль на Уран. При посадке на планету неизвестная сила затуманивает разум космонавтов, а когда они просыпаются, то обнаруживают, что прошло достаточно продолжительное время, так как яблоко одного из космонавтов успело сгнить. Позже они видят, что место приземления окружено густыми лесами, в которых один из них узнаёт место, где он провёл своё детство. Космонавты с удивлением обнаруживают, что у деревьев нет корней. После того, как они видят яблочное дерево на том месте, где секунду назад ничего не было, они понимают, что окружающая обстановка формируется их собственным разумом. Пилоты открывают границы области преображения, за которой простираются безжизненные пустоши. На корабле появляются люди, оставшиеся на Земле. Во время осмотра окрестностей Урана за пределами поля космонавты обнаруживают пещеру, в которой находится некая субстанция, являющаяся причиной всего происходящего с ними.

## В ролях
- Джон Агар — капитан Дон Грахам
- Карл Оттосен — Эрик
- Питер Монх — Карл

## Производство
При создании фильма Сид Пинк выступил одновременно в качестве режиссёра, сценариста и продюсера. Находясь всё ещё в Дании после съёмок фильма «Рептиликус» и имея на счету 75 000 долларов, Пинк решил снимать «Путешествие к седьмой планете» на собственные средства.